# Око (геральдика)
Око — негеральдична фігура, яка в гербах зустрічається не часто.
Око зображується натурально, оскільки геральдичні образи використовувалися дуже скупо. Воно відрізняється від Божого ока простим зображенням без трикутника чи німба. Око також може бути в гербі в кількості до двох-трьох образів. Більша кількість зустрічається рідко. Гербова фігура зображена з очним яблуком та стилізовано з віями та повіками. Відступи (складні очі) обов'язково зазначаються в описі герба.
Особливу роль у гербі відіграє око. Для тварин із яскраво забарвленими (наприклад: золотими, червоними, срібними, …) очима «колір» описується як (золоті, червоні, срібні…) очі.
Якщо можливо, кількість і колір очей на пір'ї хвоста павича повинні бути вказані в гербі, тим більше, що ці пір'я часто розміщуються як прикраса на верхньому гербі.
Око також має вирішальне значення: лев завжди показує лише одне око, леопард — два. Якщо лев також має два ока, його називають леопардовим левом.

Око на гербі Ербштеттена
Пара очей на гербі Лейденборна
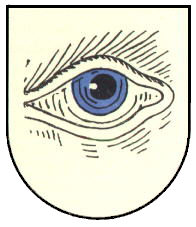
Людське око Ау-ам-Райна (колишній герб)
Герб Мордора

## Веб-посилання
- Auge (Heraldik) в Heraldik-Wiki[de]